# Hogna irumua
Hogna irumua este o specie de păianjeni din genul Hogna, familia Lycosidae. A fost descrisă pentru prima dată de Strand, 1913. Conform Catalogue of Life specia Hogna irumua nu are subspecii cunoscute.